# Людвік Фуглевич
Людвік Фуглевич (пол. Ludwik Fuglewicz; 6 липня 1859, Станіславів — 15 вересня 1943, Краків) — австро-угорський і польський офіцер, генерал-інтендант австро-угорської армії, дивізійний генерал польської армії.

## Біографія
Син управителя пошти в Тарнові. Закінчив неповну гімназію в Тарнові та нижчу реальну школу в Санкт-Пельтені. Потім навчався у Терезіанській академії, а після завершення навчання вступив в австро-угорську армію в 1879 році. У 1901 році став начальником інтендантського відділу 6-ї піхотної дивізії в Граці, потім — кавалерійської дивізії «Краків». Пізніше його перевели до 1-го корпусу в Кракові, де Фуглевич залишався до початку Першої світової війни.
1 серпня 1914 року, після оголошення мобілізації, призначений начальником канцелярії Військової комендатури «Краків». Наприкінці жовтня 1917 року переведений до Військової комендатури «Відень» інспектором з господарських справ. 1 квітня 1918 року переведений до Військового міністерства, де займався справами військової компенсації.
5 листопада 1918 року прийнятий Регентською Радою Королівства Польського до Війська Польського і призначений начальником інтендантури Командування Генеральної Округи «Краків». З червня по грудень 1919 року перебував у відпустці за станом здоров'я. У січні 1920 року йому було доручено керівництво канцелярією Добровольчої армії генерала Юзефа Галлера. З березня 1920 року по січень 1921 року виконував обов'язки начальника інтендантства 4-ї армії. З 1 квітня 1920 року — у групі старшин колишньої австро-угорської армії. 1 квітня 1921 року виведений у «постійну відставку».
Після виходу на пенсію жив у Кракові. Похований на Раковицькому цвинтарі.

## Звання
- Лейтенант (1879)
- Оберлейтенант (1884)
- Гауптман 2-го класу (1891)
- Військовий унтерінтендант (1893)
- Військовий інтендант (1 листопада 1901)
- Старший військовий інтендант 2-го класу (1 листопада 1909)
- Старший військовий інтендант 1-го класу (1 листопада 1913)
- Генерал-інтендант (1 березня 1918)
- Генерал-лейтенант-інтендант (1 травня 1920; заднім числом від 1 квітня 1920)
- Титулярний дивізійний генерал (26 жовтня 1923)

## Нагороди
- Ювілейна пам'ятна медаль 1898
- Хрест «За вислугу років» (Австрія)
- Ювілейний хрест